# Чермак, Петр
Петр Чермак (чеш. Petr Čermák; род. 24 декабря 1942, Прага) — чехословацкий гребец, выступавший за сборную Чехословакии по академической гребле в 1960-х годах. Бронзовый призёр летних Олимпийских игр в Токио, участник Олимпиады в Мехико, победитель и призёр первенств национального значения.

## Биография
Петр Чермак родился 24 декабря 1942 года в Праге.
Наивысшего успеха в своей спортивной карьере добился в сезоне 1964 года, когда вошёл в состав чехословацкой национальной сборной и благодаря череде удачных выступлений удостоился права защищать честь страны на летних Олимпийских играх в Токио. В составе экипажа-восьмёрки, куда также вошли гребцы Иржи Лундак, Ян Мрвик, Юлиус Точек, Йозеф Вентус, Лудек Поезный, Богумил Яноушек, Рихард Новый и рулевой Мирослав Коничек, с первого места преодолел предварительный квалификационный этап, тогда как в решающем финальном заезде финишировал третьим позади команд из США и Германии — тем самым завоевал бронзовую олимпийскую медаль.
В 1968 году стартовал в восьмёрках на Олимпийских играх в Мехико, но на сей раз попасть в число призёров не смог — в финале стал пятым.
Его жена Йиржина Чермакова (Храбетова) успешно выступала в хоккее на траве, серебряная призёрка Олимпиады 1980 года в Москве.